# Dirades leucocera
Dirades leucocera är en fjärilsart som beskrevs av George Francis Hampson 1891. Dirades leucocera ingår i släktet Dirades och familjen Uraniidae. Inga underarter finns listade i Catalogue of Life.